# Klaus Böhme
Klaus Böhme (* 24. August 1948 in Bickenbach; † 6. April 2010) war ein deutscher Historiker.
Böhme studierte Geschichte, Politologie, Anglistik und Philosophie an den Universitäten in Mannheim, Heidelberg und Oxford und schloss seine Studien mit dem Magister-Examen ab. Er war von 1996 bis 2003 Direktor der Hessischen Landeszentrale für politische Bildung. Außerdem stand er dem Geschichts- und Museumsverein Bickenbach vor. Böhme veröffentlichte mehrere Schriften zur Landeskunde von Hessen. 1979/80 war er Vorsitzender des Ortsvereins der SPD Bickenbach.

## Schriften (Auswahl)
- (Hrsg.): Aufrufe und Reden deutscher Professoren im Ersten Weltkrieg (= Universal-Bibliothek. Nr. 9787). Reclam, Stuttgart 1975, ISBN 3-15-009787-8.
- mit Walter Mühlhausen (Hrsg.): Hessische Streiflichter. Beiträge zum 50. Jahrestag des Landes Hessen. Eichborn, Frankfurt am Main 1995, ISBN 3-8218-1731-3.
- mit Bernd Heidenreich (Hrsg.): Hessen – Verfassung und Politik (= Schriften zur politischen Landeskunde Hessens. Band 4). Kohlhammer, Stuttgart u. a. 1997, ISBN 3-17-014923-7.
- mit Bernd Heidenreich (Hrsg.): „Einigkeit und Recht und Freiheit“. Die Revolution von 1848/49 im Bundesland Hessen. Westdeutscher Verlag, Opladen 1999, ISBN 3-531-13383-7.
- mit Bernd Heidenreich (Hrsg.): Hessen – Geschichte und Politik (= Schriften zur politischen Landeskunde Hessens. Band 5). Kohlhammer, Stuttgart u. a. 2000, ISBN 3-17-016323-X.
- mit Bernd Heidenreich (Hrsg.): Hessen – Land und Politik (= Schriften zur politischen Landeskunde Hessens. Band 6). Kohlhammer, Stuttgart 2003, ISBN 3-17-017406-1.
- 50 Jahre politische Bildung in öffentlichem Auftrag. Die Hessische Landeszentrale für politische Bildung 1954 bis 2004. 50 Jahre HLZ. Hessische Landeszentrale für politische Bildung, Wiesbaden 2004, ISBN 3-927127-51-5.